# Matej Pučko
Matej Pučko (Kidričevo, 6 ottobre 1993) è un calciatore sloveno, centrocampista dell'Heiligenkreuz.

## Carriera

### Club
Cresciuto calcisticamente nelle giovanili del Veržej per due stagioni si trasferisce nel 2010 all'Aluminij, squadra di Kidričevo, che milita in 2. SNL. Esordisce con la maglia dell'Aluminij nel match contro il Nogometni klub Dob subentrando a partita in corso.
Dopo aver giocato 22 partite e messo a segno 5 reti in una sola stagione esatta, il 1º luglio 2011 viene acquistato dal Koper con il quale esordisce il 19 agosto nel match disputatosi contro il Nafta.

### Nazionale
Dopo aver preso parte alle amichevoli con l'Under-17 e con l'Under-18, nel 2011 diventa il punto fermo dell'Under-19.

## Statistiche

### Presenze e reti nei club
Statistiche aggiornate al 7 settembre 2012.
| Stagione        | Club            | Campionato      | Campionato | Campionato | Coppe nazionali | Coppe nazionali | Coppe nazionali | Coppe continentali | Coppe continentali | Coppe continentali | Supercoppe | Supercoppe | Supercoppe | Totale | Totale |
| Stagione        | Club            | Comp            | Pres       | Reti       | Comp            | Pres            | Reti            | Comp               | Pres               | Reti               | Comp       | Pres       | Reti       | Pres   | Reti   |
| --------------- | --------------- | --------------- | ---------- | ---------- | --------------- | --------------- | --------------- | ------------------ | ------------------ | ------------------ | ---------- | ---------- | ---------- | ------ | ------ |
| 2010-2011       | Aluminij        | 2. SNL          | 22         | 5          | CS              | 0               | 0               | -                  | -                  | -                  | -          | -          | -          | 22     | 5      |
| 2011-2012       | Koper           | 1. SNL          | 27         | 7          | CS              | 0               | 0               | -                  | -                  | -                  | -          | -          | -          | 27     | 7      |
| 2012-2013       | Koper           | 1. SNL          | 8          | 1          | CS              | 0               | 0               | -                  | -                  | -                  | -          | -          | -          | 8      | 1      |
| Totale Koper    | Totale Koper    | Totale Koper    | 35         | 8          |                 | 0               | 0               |                    | -                  | -                  |            | -          | -          | 35     | 8      |
| Totale carriera | Totale carriera | Totale carriera | 57         | 13         |                 | 0               | 0               |                    | -                  | -                  |            | -          | -          | 57     | 13     |